# 黔岭淫羊藿
黔岭淫羊藿（学名：Epimedium leptorrhizum）为小檗科淫羊藿属下的一个种。

## 扩展阅读
- 維基物種上的相關：黔岭淫羊藿